# Günter Seuren
Günter Seuren (* 18. Juni 1932 in Wickrath, Niederrhein; † 10. Dezember 2003 in München) war ein deutscher Schriftsteller, Drehbuchautor und Schauspieler.

## Leben
Günter Seuren besuchte das Hugo-Junkers-Gymnasium in Rheydt, wo er 1953 sein Abitur machte. Anschließend war er Mitarbeiter der Illustrierten Neue Post in Düsseldorf, für die er kleinere Texte verfasste. Seit 1955 war er freier Schriftsteller und Filmkritiker bei der Deutschen Zeitung. In den Sechzigerjahren stand er der von Dieter Wellershoff initiierten „Kölner Schule“ des neuen Realismus nahe und verfasste neben seinen erzählerischen Werken zahlreiche Hörspiele und Drehbücher für Fernsehspiele. Ab 1986 entstanden im Auftrag von ARD und ZDF eine Reihe von Drehbüchern für Dokumentarfilme; die Dreharbeiten führten ihn u. a. nach Kanada, Mexiko, Ecuador und Peru.
Seuren lebte seit 1967 in der Schweiz und ab 1987 in München. Er erhielt folgende Auszeichnungen: 1963 den Förderpreis des Landes Nordrhein-Westfalen für Literatur, 1966 den Drehbuchpreis der „Berlinale“ für die Verfilmung seines Romans Das Gatter unter dem Titel Schonzeit für Füchse, 1967 den Georg-Mackensen-Literaturpreis.
Sein einziger Auftritt als Schauspieler war 1967 in Spur eines Mädchens.

## Werke
- Winterklavier für Hunde, Köln 1961
- Das Gatter, Köln 1964
- Lebeck, Köln 1966
- Das Experiment, Köln 1966
- Das Kannibalenfest, Köln 1968
- Rede an die Nation, Stierstadt i.Ts. 1969
- Der Abdecker März, Frankfurt 1970. Auszug udT „Kernzone“ in: März-Texte 1 März, Frankfurt 1969. Wieder in: MÄRZ-Texte 1 & Trivialmythen Area, Erftstadt 2004 ISBN 3899960297 (S. 211–220)
- Der Jagdherr liegt im Sterben, Reinbek 1974
- Die fünfte Jahreszeit, Reinbek 1979
- Abschied von einem Mörder, Reinbek 1980
- Der Angriff, Reinbek 1982
- Die Asche der Davidoff, Reinbek 1985
- Schätze dieser Erde, Bergisch Gladbach
  - Bd. 1, 1989
  - Bd. 2, 1990
  - Bd. 3, 1990
- Hundekehle, Berlin 1992
- Schatzsucher, Bergisch Gladbach 1993 (zusammen mit Sylvio Heufelder)
- Die Krötenküsser, Frankfurt 2000
- Die Galapagos-Affäre, München 2001
- Jenseits von Wimbledon, Frankfurt 2002
- Das Floß der Medusa, Hamburg 2004[1]

## Filmographie als Drehbuchautor (Auswahl)
- 1966: Schonzeit für Füchse
- 1968: Lebeck
- 1969: Spielst du mit schrägen Vögeln
- 1970: Ich töte
- 1974: Am Morgen meines Todes
- 1980: Daniel
- 1987: Der Angriff
- 1988: Die Beute